# 스타트 (드라마)
《스타트》는 1996년 10월 15일부터 1997년 10월 7일까지 방영된 KBS 2TV 청소년 드라마이다.

## 개요
이 드라마는 대학 입시를 앞둔 서울 연희고등학교를 중심으로, 남학생들은 농구를, 여학생들은 치어리딩을 즐기는 등 생기발랄한 모습을 그려졌으며, 농구선수 이충희가 농구 지도를 하였다. 극 중 학생들은 과거 교복 자율화 시절에 맞게 자율복 차림으로 나왔다. 이 드라마 후 청소년 드라마에서는 모두 현재의 학교와 같이 교복 차림으로 그려진다.

## 등장 인물

### 주요 인물
- 성진 : 강성진 역
- 이영호 : 한세호 역
- 김정민 : 김민 역
- 이건주 : 김상태 역
- 황광현 : 반을수 역
- 조명식 : 맹후석 역
- 김태한 : 홍도현 역
- 이규한 : 엄준호 역
- 이은주 : 정남영 역
- 고가령 : 고길자 역
- 김민정 : 염차숙 역
- 김영준 : 서동준 역
- 박진희 : 박진아 역
- 신주리 : 신주희 역
- 한성원 : 안지영 역
- 채명지 : 채준희 역
- 정소영 : 정충록 역
- 김혜리 : 2학년 담임 국어 교사 김애리 역
- 송채환 : 3학년 담임 국어 교사 나필선 역
- 김상순 : 1학년~2학년 시절 연희고등학교 교장 김형순 역. 교장 정년 퇴임
- 강인덕 : 1학년~2학년 시절 연희고등학교 교감 하봉섭 역. 교감 정년 퇴임. 1990년대 시절 연희고등학교 사상 최연소 교감 출신
- 양택조 : 3학년 시절 연희고등학교 교장 양용민 역
- 이일웅 : 3학년 시절 연희고등학교 교감 이해완 역
- 김규철 : 공통영어 교사 박세철 역
- 임혁주 : 공통수학 교사 임홍주 역
- 정승호 : 체육 교사 정용학 역
- 서영진 : 공통사회 교사 서금석 역
- 유태술 : 일본어 교사 유용재 역
- 이주석 : 중국어 교사 도재훈 역
- 김효원 : 미술 교사 김회준 역
- 이원용 : 윤리 교사 이원웅 역

### 비고정 인물
- 이금주 : 윤리 교사 이원웅의 아내 역
- 박원숙 : 강성진 모 박신자 역
- 고승연 : 강성진의 누나 강은영 역. 남동생 성진과 두 살 터울이다.
- 이민우 : 강성진의 집에서 하숙하는 대학생 이민철 역
- 박용하 : 강성진의 집에서 하숙하는 대학생 박수용 역
- 이하얀 : 대학생 이민철·박수용과 같은 대학교에 다니는 무용학과 학생 강이라 역
- 김인문 : 한세호 부 한태우 역
- 김창숙 : 한세호 모 신소윤 역
- 오지영 : 한세호의 큰누나 한다희 역. 여동생 세희와 네 살 터울이고 남동생 세호와 여덟 살 터울이며 막내 여동생 주희와 아홉 살 터울이다.
- 이의정 : 한세호의 작은누나 한지희 역
- 고은영 : 한세호의 여동생 한유나 역
- 이치우 : 김민 부 김수훈 역
- 김형자 : 김민 모 최문진 역
- 김영호 : 김민의 형 김철 역. 동생 김민과 여덟 살 터울이다.
- 황범식 : 반을수 부 반회석 역
- 홍일권 : 반을수의 형 반갑수 역. 여동생 월자와 세 살 터울이고 남동생 을수와 아홉 살 터울이며 김민의 형 김철보다 나이가 한 살 많다.
- 김희정 : 반을수의 누나 반월자 역
- 김주영 : 김상태 부 김응렬 역
- 박민아 : 김상태의 누나 김미리 역
- 윤주상 : 김상태의 큰아버지 김응택 역
- 이광기 : 김상태의 사촌 형 김재용 역. 사촌 여동생 미리와 두 살 터울이고 친남동생 재복과 다섯 살 터울이며 사촌 남동생 상태와 일곱 살 터울이다.
- 양동재 : 김상태의 사촌 형 김재복 역
- 이광세 : 엄준호 부 엄득헌 역
- 김혜옥 : 엄준호 모 송순란 역
- 민욱 : 정남영 부 정재원 역
- 남윤정 : 정남영 모 남기자 역
- 김철성 : 맹후석의 형 맹창석 역
- 최정원 : 맹후석의 형수 역. 젊은 나이에 맹창석과 결혼하여 아들 하나를 둔 그녀는 맹후석보다 나이가 일곱 살 많다.

### 이외 인물
- 이정호 : 맹후석의 초등학교 동창 이두행 역
- 조현철 : 연희고 1학년 때 자퇴생 양영철 역. 고등학교 졸업학력 검정고시 전격 합격.
- 정요숙 : 교생실습 대학생 역
- 양동근 : 김상태의 중학교 동창 국도준 역으로 단역
- 김동완 : 맹후석의 중학교 동창 역과 김상태의 초등학교 동창 역으로 각각 단역
- 김태현 : 김민의 초등학교 동창 역으로 단역
- 박재현 : 맹후석의 초등학교 동창 역으로 단역
- 김민정 : 정남영의 중학교 동창 역으로 단역
- 박지영 : 김민의 중학교 동창 역으로 단역
- 최영완 : 서울로 견학 온 시골 여고생 역으로 단역
- 오서운 : 미국에서 초등학교와 고등학교 유학하다가 대한민국으로 영구 귀국한 서울 봉학고등학교 여자 고교생 고진주 역으로 단역
- 장순천 : 고진주 어머니 문 여사 역
- 허기호 : 고진주 외숙부(문 여사의 친정 오빠) 역
- 김은숙
- 최우혁
- 허영란
- 권혁종
- 서재경
- 채민희
- 전유경
- 길정화
- 김하균
- 성인자
- 이칸희
- 하다솜
- 강경헌 : 장미희 역
- 구자미 : 한지은 역
- 강우경 : 정은주 역
- 임지은
- 김광필
- 김서형
- 구본영 : 송미진 역
- 고세원
- 이효정
- 김지영 : 반을수의 시골 고향(강원도 춘천) 민박집 주인 역
- 성우진 : 김민의 6촌 형이며 김철의 6촌 남동생 김태문 역
- 강현종 : 김철과 김민의 6촌 남동생이며 김태문의 아우 김재표 역
- 김건호 : 김상태가 중학교 동창 국도준과 함께 찾아간 인천 계양산 암자의 앞동네 민박집 주인 역
- 이희도 : 김상태가 중학교 동창 국도준과 함께 찾아간 인천 계양산 암자의 윗동네 버스표 가게 주인 역
- 천호진 : 김상태의 중학교 동창인 국도준의 막내 삼촌인 인천 계양구 소재 모 서예학원 강사 국병표 역
- 윤승원 : 김상태가 중학교 동창인 국도준과 함께 찾아간 인천 계양구 소재 모 서예학원 원장 주헌록 역
- 최민용 : 김상태와 국도준을 안내하는 인천 계양구 소재 모 서예학원 고참급 수강생 역
- 현석 : 김상태가 중학교 동창 국도준과 함께 찾아간 인천 계양산 암자의 윗동네 부동산업 대표 유지 역
- 홍석천 : 김상태가 중학교 동창 국도준과 함께 찾아간 인천 계양산 암자의 젊은 스님 역

## 에피소드 목록

### 1996년
| 회차 | 방송일    | 부제                    |
| ---- | --------- | ----------------------- |
| 1    | 10월 15일 | 속임수                  |
| 2    | 10월 22일 | 오해                    |
| 3    | 10월 29일 | 필승                    |
| 4    | 11월 5일  | 개성시대                |
| 5    | 11월 12일 | 흔들리는 마음           |
| 6    | 11월 19일 | 뱁새와 황새             |
| 7    | 11월 26일 | 창문 밖의 비            |
| 8    | 12월 3일  | 사랑의 깊이             |
| 9    | 12월 10일 | 꽃은 계속 피어야 꽃이다 |
| 10   | 12월 17일 | 아카시아의 전설         |
| 11   | 12월 31일 | 운수 좋은 날            |

### 1997년
| 회차 | 방송일   | 부제                         |
| ---- | -------- | ---------------------------- |
| 12   | 1월 7일  | 진짜사나이                   |
| 13   | 1월 14일 | 고릴라왕자와 차차차공주      |
| 14   | 1월 21일 | 겨울 사랑                    |
| 15   | 1월 28일 | 아르바이트에 관한 보고서     |
| 16   | 2월 4일  | 사랑의 천사                  |
| 17   | 2월 11일 | 친구라 하네                  |
| 18   | 2월 18일 | 내일은 또다시                |
| 19   | 2월 25일 | 넌 캡이었어                  |
| 20   | 3월 4일  | 차표 한장                    |
| 21   | 3월 11일 | 따로 또 같이                 |
| 22   | 3월 18일 | 사각코트의 둥근 우정         |
| 23   | 3월 25일 | 꽃샘질투 아세요?             |
| 24   | 4월 1일  | 핑크빛 소문                  |
| 25   | 4월 8일  | 자전거 하이킹에서 생긴 일    |
| 26   | 4월 15일 | 언제나 영화처럼              |
| 27   | 4월 22일 | 너만 메이커냐? 나도 메이커다 |
| 28   | 4월 29일 | 코끼리 타기                  |
| 29   | 5월 6일  | 악당 길들이기                |
| 30   | 5월 13일 | 스타가 될꺼야                |
| 31   | 5월 20일 | 애인이 생겼어요              |
| 32   | 5월 27일 | 비밀 암호풀기                |
| 33   | 6월 3일  | 장미꽃에 미소짓는 컴퓨터     |
| 34   | 6월 10일 | 쉿! 사랑은 비밀              |
| 35   | 6월 17일 | 네가 있는 풍경               |
| 36   | 6월 24일 | 베토벤을 좋아하세요?         |
| 37   | 7월 1일  | 미운오리새끼                 |
| 38   | 7월 8일  | 차가운 유혹                  |
| 39   | 7월 15일 | 그것을 알려주마              |
| 40   | 7월 22일 | 표류기                       |
| 41   | 7월 29일 | 이방인                       |
| 42   | 8월 5일  | 소년, 소녀를 만나다          |
| 43   | 8월 12일 | 긴 여름                      |
| 44   | 8월 19일 | 모나리자와 사마귀            |
| 45   | 8월 26일 | 종이학 날개를 접다           |
| 46   | 9월 9일  | 방관자                       |
| 47   | 9월 23일 | 노랑머리를 찾아서            |
| 48   | 9월 30일 | 코스모스연가                 |
| 49   | 10월 7일 | 꽃을 보낸다                  |

## 같이 보기
- 신세대 보고 - 어른들은 몰라요
- 나(MBC)
- 감성세대(EBS)